# Цишиця-Гурна
Цишиця-Гурна (пол. Ciszyca Górna) — село в Польщі, у гміні Тарлув Опатовського повіту Свентокшиського воєводства.
Населення — 242 особи (2011).
У 1975-1998 роках село належало до Тарнобжезького воєводства.

## Демографія
Демографічна структура на день 31 березня 2011 року:
|          | Загалом | Допрацездатний вік | Працездатний вік | Постпрацездатний вік |
| -------- | ------- | ------------------ | ---------------- | -------------------- |
| Чоловіки | 114     | 24                 | 72               | 18                   |
| Жінки    | 128     | 21                 | 66               | 41                   |
| Разом    | 242     | 45                 | 138              | 59                   |